# Dicranota (Rhaphidolabis) integriloba
Dicranota (Rhaphidolabis) integriloba is een tweevleugelige uit de familie Pediciidae. De soort komt voor in het Nearctisch gebied.